# Bisdom Cremona
Het bisdom Cremona (Latijn: Dioecesis Cremonensis; Italiaans: Diocesi di Cremona) is een in Italië gelegen rooms-katholiek bisdom met zetel in de stad Cremona in de gelijknamige provincie. Het bisdom behoort tot de kerkprovincie Milaan, en is, samen met de bisdommen Bergamo, Brescia, Como, Crema, Lodi, Mantua, Pavia en Vigevano, suffragaan aan het aartsbisdom Milaan.

## Geschiedenis
Het bisdom werd opgericht in de 4e eeuw en werd suffragaan gesteld aan het aartsbisdom Milaan.

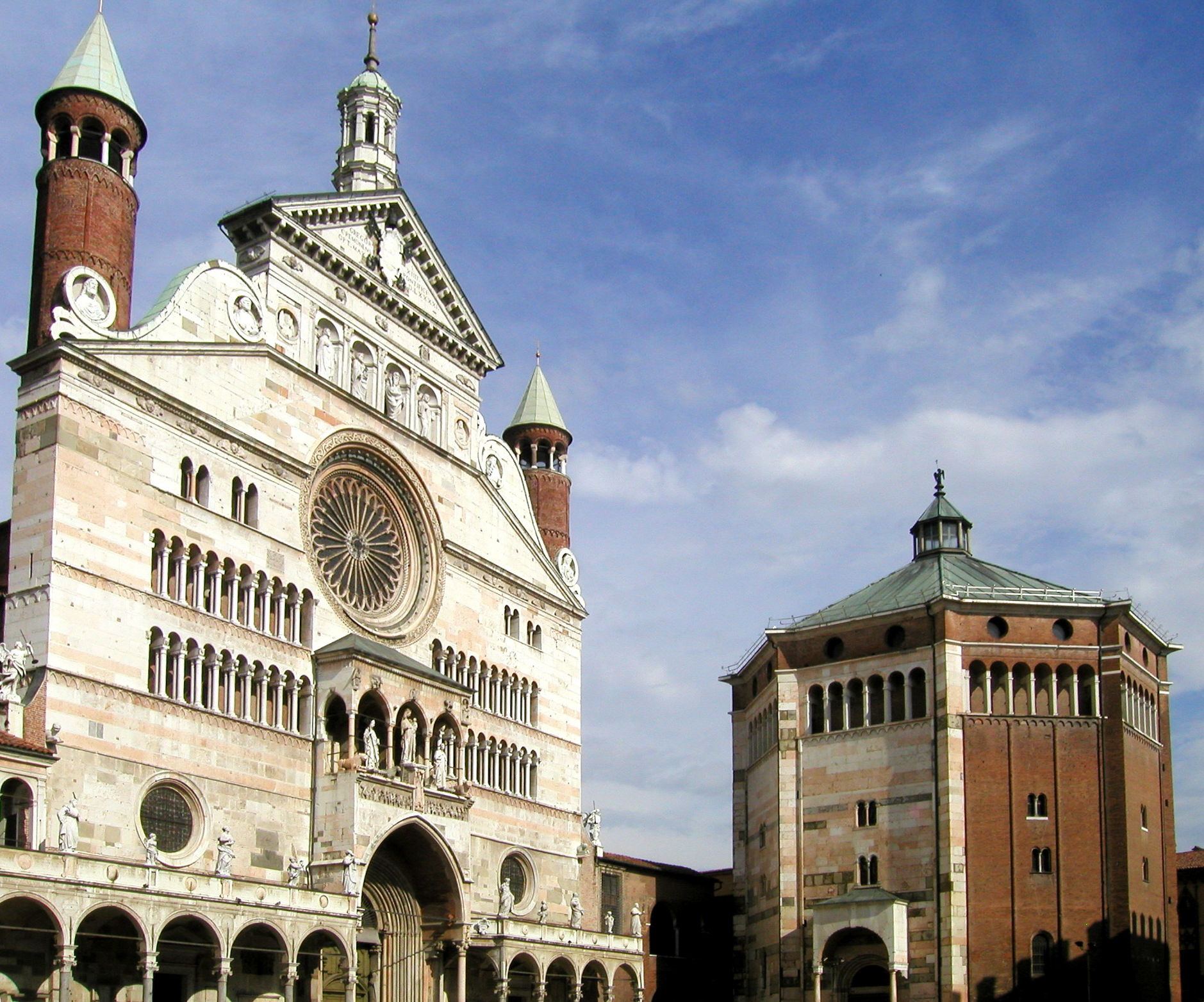
Kathedraal en baptisterium van Cremona